# فيروس عجلي
الفيروس العجلي (بالإنجليزية: Rotavirus)‏ جنس من الفيروسات التي تنتمي إلى أسرة فيروسات جرمية.
وقد حدد منها سبع مجموعات رئيسية، ثلاثة منها (المجموعات أ، ب، جـ) يُعدي البشر، تعتبر المجموعة (أ) المجموعة الأكثر شيوعا وانتشارا. تسبب الفيروسات التقيؤ والإسهال وتعد أهم سبب لحالات الإسهال الحادة لدى الأطفال، تقتل حوالي 600,000 طفل سنويا في البلدان النامية (كما حدث في 2005). في العام 2006 أظهرت لقاحات جديدة فعاليتها وأمان استخدامها.

## طبيعة الفيروس الحيوية المجهرية

### التركيب
لفيروس الروتا جينوم مكون من 11 قطعة مزدوجة من الحمض النووي الريبوزي RNA، محاطة بثلاث طبقات مميزة من بروتين عشريني الوجوه. الطبقة الأولى تتكون من البروتين VP2، ومع كل قمة هناك
نسخة من البروتينات VP1 وVP3. الطبقة الثانية تتكون من البروتين VP6. أبعد طبقة من البروتينات تتكون من البروتين السكري VP7 والبروتين السنبلي الشكل VP4. الجسيمات الفيروسية قد تصل في قطرها إلى 100 nm ولها الكثافة g/ml in CsCL 1.36.

### إصابة الخلية بالعدوى
فيروس الروتا يؤثر على الخلايا الطلائية المعوية الموجودة على قمة الزغب. الغطاء الثلاثي البروتيني لها يجعلها شديدة المقاومة لحموضة المعدة الطبيعية، وكذلك لإنزيمات الهضم (ليباسيس (الهاضم لليبيدات) وبروتياس (الهاضم للبروتينات) lipases and proteases) في الجهاز الهضمي.
عندما يقوم الفيروس بإصابة الخلية، تًبتلع بواسطة الخلية عن طريق الإدخال الخلوي (endocytosis) في فجوة، وعندما تصيب الخلية تًعرف عندها باسم الدخلول (endosome). تمزق البروتينات في الطبقة الثالثة (VP7 وVP4) غشاء الدخلول، مما يؤدي إلى اختلاف في تركيز الكالسيوم. وهذا يسهل تكسير VP7 الثلاثي إلى وحدات بروتين مفرده، وترك أغطية VP2 and VP6 حول الفيروس dsRNA ويشكل جزيء ثنائي الطبقات (DLP).
بينما ال dsRNA المكون من 11 خيطا يظل محميا تحت صدفتين من البروتين، يقوم إنزيم الحمض النووي الريبوزي بوليميراز RNA-dependent RNA polymerase بصناعة نسخة من RNA الرسول الفيروسي mRNA من الجينوم مزدوج الخيط الخاص بالفيروس. تتم هذه العملية بسهولة أكبر إذا حدثت في «لب» الفيروس عنها إذا حدثت في خلية المضيف ذات الطبيعة المائية، والتي تبطئ بشكل كبير من عملية فصل الحمض النووي الريبوزي مزدوج الخيط حتى تبدأ عملية تصنيع RNA الرسول mRNA. عملية الانكبسيداشن Encapsidation للحمض النووي الريبوزي للفيروس قد نفيد في التملص -الهروب- من الاستجابة المناعية والتي تُثار في وجود الحمض النووي الريبوزي مزدوج الخيط.
خلال العدوى، يقوم فيروس الروتا بتصنيع RNA الرسول ليقوم بمساندة عمليتي ترجمة البروتين ومضاعفة الجينوم. معظم بروتين فيروس الروتا يتراكم في جسيم يدعى الفيروبلازم viroplasms، المكان الذي تحدث فيه مضاعفة الحمض النووي الريبوزي وتجميع الجزيئات ثنائية الطبقات DLPs. الفيروبلازم عبارة عن الكترون كثيف، ذي نواة محيطية، منقط الشكل يظهر بعد حوالي الساعتين بعد الإصابة بالفيروس. الفيرويلازم عبارة عن مصانع فيروسية ويعتقد أنها تكونت من فيروسين غير بروتينيّنNSP5 و NSP2. تصنيع أشكال معينة من NSP5، خصوصا تلك الملتصقة في نهاية NH2، ينتج عنه تصنيع الفيروبلازم. إعاقة NSP5 عن طريق استخدام أجسام مضادة أو معيقات الحمض النووي الريبوزي يؤدي إلى انخفاض شديد في انقسام فيروس الروتا. تستطيع الجزيئات ثنائية الطبقات DLPs الهجرة إلى الشبكة الإندوبلازمية endoplasmic reticulum والتي تحصل من عندها على طبقتها الثالثة الخارجية (تصنع بواسطة VP7 و VP4).

## طبيعة المرض الحاد
فيروسات الروتا تسبب التهابا مَعِديا معويا حادًا. وتطلق على هذا المرض عدة أسماء
منها: "ا لإسهال الطفولي«و» إسهال الشتاء«و» أنفلونزا المعدة«و» الالتهاب
المَعِدي المعوي غير البكتيري المُعدي الحاد«و» الالتهاب المعدي المعوي الفيروسي
الحاد ".
الالتهاب المعدي المعوي الناتج عن الإصابة بفيروسات الروتا مرض يتفاوت في خطورته من
الاعتدال إلى الشدة، ويتميز بالتقيؤ والإسهال المائي وحمى منخفضة.
تتراوح الجرعة التي يمكن أن تسبب الإصابة بالمرض بين 10-100 جسيم فيروسي. وبما أن
الشخص المصاب بإسهال فيروسات الروتا يخرج كمية كبيرة من الفيروسات (108-1010 جسيم
معدٍ/ ملل من الفضلات) فإن هذه الجرعة يمكن أن تكتسب بسهولة عن طريق الأيدي أو
الأدوات الملوثة. من ناحية أخرى فقد وُثق إخراج فيروسات الروتا غير المصاحَب بأعراض
مرضية وربما يكون ذلك قد لعب دورا في تأبيد المرض المستوطن.
الفيروس يصيب الخلايا المعوية الموجودة في زغب الأمعاء الدقيقة، مما يؤدي إلى
تغيرات في تركيب النسيج الطلائي وإلى الإسهال.
تتراوح فترة حضانة الفيروس من يوم إلى ثلاثة أيام ومن ثم تبدأ الأعراض غالبا
بالتقيؤ يتبع بـ 4-8 أيام من الإسهال. وقد تظهر الحساسية المفرطة تجاه اللاكتوز
مؤقتا. الشفاء عادة يكتمل، لكن الإسهال الشديد بدون تعويض للسوائل والإلكتروليتات
المفقودة قد يسبب الوفاة.
وفيات الأطفال نتيجة الإصابة بفيروسات الروتا منخفضة نسبيا في الولايات المتحدة
وتقدر تقريبا بــ 100 حالة في السنة ولكنها تصل إلى 500 ألف حالة في السنة عالميا (حسب إحصائيات العام 2005).
مرافقة الإصابة بفيروسات الروتا مع الإصابة بمُمرضات معوية أخرى قد تلعب دورا في
زيادة خطورة المرض.وسريرياً، المرض الأكثر خطورة يظهر في الأطفال الأقل سنا من
سنتين.

## المجتمعات السكانية المستهدفة ومعدل الإصابة
الناس من مختلف الأعمار قابلون للإصابة بفيروسات الروتا. الأطفال من 6 أشهر إلى
سنتين، والمواليد الخدج وكبار السن، ومتوسطو المناعة معرضون بشكل أكبر لأعراض
أكثر خطورة جراء الإصابة بالمجموعة (أ) من فيروسات الروتا.
المجموعة (أ) من فيروسات الروتا مستوطنة حول العالم. وهي السبب المؤدي للإسهال
الشديد عند المواليد والأطفال حيث أنها مسؤولة عن 20% من الحالات، وعن نصف الحالات
التي تطلب التنويم في المشفى. تقريبا كل طفل في الخامسة من عمره أصيب مسبقا
بفيروسات الروتا. أكثر من ثلاثة ملايين حالة من الالتهاب المعدي المعوي بسبب
فيروسات الروتا تظهر سنويا في الولايات المتحدة. في المناطق معتدلة المناخ تظهر هذه
الحالات في الشتاء، بينما تظهر في المناطق الاستوائية طوال العام. عدد الإصابات
التي تعزى إلى تلوث الطعام غير معروف.
المجموعة ب من فيروسات الروتا والتي تعرف بفيروسات الروتا المسببة لإسهال الكبار
adult diarrhea rotavirus or ADRV سببت أوبئة رئيسية من الإسهال الشديد أثرت على
آلاف من الناس من مختلف الأعمار في الصين. في العام 1982 أكثر من مليون شخص تضرروا
من وباء فيروسات الروتا ب في الصين. المجموعة ب من فيروسات الروتا اكتشفت أيضا في
كلكتا بالهند عام 1998 وسميت السلالة المكتشفة هناك (CAL). على عكس السلالة (ADRV)
هذه السلالة مستوطنة ولم تسبب أي أوبئة معروفة.
المجموعة ج من فيروسات الروتا ارتبطت بحالات نادرة ومتقطعة من الإسهال عند الأطفال
في عدة دول. وسجل أول تفشي لها في اليابان وإنجلترا.
حوالي 120 مليون إصابة بفيروس روتا تحدث كل سنة، متسببة في وفاة 600000 إلى 650000
طفل.

## تشخيص مرض الإنسان
يمكن الحصول على تشخيص محدد ودقيق وواضح للمرض عن طريق تعيين وتمييز الفيروس في
فضلات المريض. التحليل المناعي للإنزيمات (EIA) هو التحليل الأكثر استخداما لفحص
العينة السريرية، وتتوفر مجموعة من العُدد التجارية لفحص فيروسات الروتا من
المجموعة (أ). المجهر الإلكتروني وأحد أنواع الهجرة الكهربائية للدقائق المعلقة (
polyacrylamide gel electrophoresis) يستخدمان في بعض المختبرات إلى جانب التحليل
المناعي للإنزيمات أو بدلا عنه. وسيلة أخرى تدعى (A reverse
transcription-polymerase chain reaction RT-PCR) طورت لاكتشاف جميع المجموعات
الثلاثة من فيروسات الروتا التي تصيب الإنسان.

## انتقاله والأطعمة المرتبطة به
فيروس الروتا ينتقل بواسطة الفم أو البراز الملوّث حيث أن أهم وسيلة لانتقال الفيروس من شخص لشخص آخر عن طريق الأيادي الملوثة وذلك في المجتمعات المغلقة مثل: أجنحة الأطفال وكبار السن في المستشفى وكذلك في دور الرعاية للأطفال وكبار السن والمنازل.
كما أن الأشخاص المصابين بهذا الفيروس ممن يقومون بحمل الطعام سوف يلوثون الطعام الذي يلمسونه خصوصا إذا كان لا يحتاج إلى طبخ مثل: السلطة والفواكه والمقبلات.
إن فيروس الروتا مستقر إلى حد ما في البيئة كما أنه ُوجد في عينات لمصب النهر بمعدل 1-5 جسيمات معدّية وملوثة لكل جرام.كما أنه لم يتم عزل الفيروس من أي طعام له علاقة بتفشي الفيروس.

## اللقاح
في عام 2006 ظهر لقاحان ضد فيروس الروتا آمنة وفعّآلة للأطفال، وكلا اللقاحين يأخذان عن طريق الفم ويحتويان فيروسات حيّة معطلة وهما:
1- Rotarix بواسطة GlaxoSmithKline
2- RotaTeq بواسطة Merck
في عام 2006 من فبراير وافقت الإدارة الأمريكية للطعام والدواء (U.S. Food and Drug Administration) على استعمال RotaTeq في الولايات المتحدة الأمريكية.كما أعلن المكتشف لهذا اللقاح عن سعر الثلاث جرعات المطلوبة بقيمة 187.50 دولار. وهذاأغلى بكثير من تطعيمات الأطفال الأخرى، ولكن Merck باع اللقاح في البلاد النامية بسعر أقل بكثير مما صرح به، وهو يعمل مع عدد من الشركاءفي مشروع لقاح فيروس الروتا (Rotavirus Vaccine Projectلتطوير وإنجاز آلية لتوفير اللقاح في الدول النامية.
في وقت سابق تم إزالة لقاح Rotashield الذي اكتشفه Wyeth-Ayerst من السوق وذلك في أواخر 1990 بعد أن تم اكتشافه في حالة إصابات نادرة قرنت بمضاعفات حادة أطلق عليها مسمى الانغماد المعويintussusception. كانت حالات الانغماد المعوي نادرة جدا، وبالرغم من ذلك فقد ساعد انتشار لقاح Rotashield إلى إنقاذ حياة الملايين من الناس، لكن استعمال هذا اللقاح اُعتبر غير آمن في الولايات المتحدة ولم يُقبل به.

## بعض الفاشيات
نيكاراغوا 2005 : خلال العام 2005 تم تسجيل أكبر رقم مسجل للفاشيات في نيكاراغوا. هذه الفاشية الضخمة والغير متوقعة كانت على الأغلب نتيجة تغير وراثي في فيروس الروتا مما ساعد على مهاجمة المناعة عند الناس الذين لا توجد لديهم حصانة ضد هذا النوع.
تقرير الأمراض والوفيات الأسبوعي ((Morbidity and Mortality Weekly Report- MMWR 48(27):
في 31 أغسطس من العام 1998، تم ترخيص لقاح فيروس الروتا رباعي التكافؤ (a tetravalent rhesus-based rotavirus vaccine). كما تم ترخيص اللقاح (RRV-TV) في الولايات المتحدة الأمريكية للرضع. وقد أوصى الأطباء الاستشاريين باستخدام لقاح RRV-TV للرضع الأصحاء.
تم تسجيل 15 حالة من حالات الانغماد المعوي intussusception (انسداد في الأمعاء بحيث يدخل جزء من الأمعاء ويحشر في الجزء الآخر من الأمعاء) خلال الأول من سبتمبر من العام 1998 والسابع من يوليو العام 1999 ضمن أطفال رضع تم إعطائهم مسبقا لقاح RRV-TV عند منظمة التقرير عن مضاعفات اللقاح (Vaccine Adverse Event Reporting System - VAERS).
الفاشيات لإسهال فيروس الروتا النوع (أ) شائعة بين الرضع المنومين في المستشفى، الأطفال في دور الرعاية النهارية، وبين كبار السن في دور الرعاية. بالنسبة للبالغين، سجلت حالات تسمم بفيروس الروتا في مآدب طعام في فاشيتين. وتم تسجيل فاشية في العام 1981 في مياه عامة ملوثة في الكلورادو.
وقع عدد كبير من الفاشيات لفيروس الروتا النوع ب شملت ملايين من الأفراد نتيجة لتلوث مياه الشرب مع مياه الصرف الصحي في الصين منذ العام 1982. بالرغم من تأريخ الفاشية لفيروس الروتا النوع ب حُصر في مدينة مينلاند الصينية، إلا أن إحصاءات مَبْحَث الوبئيِّات المَصليَّة seroepidemiological وجدت ضعف المناعة ضد هذا النوع في الولايات المتحدة الأمريكية. في دراسات أجريت حديثا، كشفت عن انتشار فيروس الروتا النوع ب بشكل عشوائي في مدينة كلكتا بالهند وعدة دول أسيوية أيضا. بالتالي فان عدوى فيروس الروتا النوع ب قد تكون أكثر شيوعا مما افتُرض سابقا، لكن الدراسات عن هذا الفيروس محدودة جدا. فيروسات الروتا النوع ب صعبة العزل ولا تتكيف بسهولة في المزارع الخلوية، صفة تعوق تحليلها والتعرف على تفاصيلها.
فيروس الروتا النوع جـ نوع جديد مكتشف حديثا، تم عزله من حالات نادرة من الالتهاب المعوي. النوع الجديد كان مصاحبا لثلاث فاشيات بين أطفال المدارس: مرة واحدة في اليابان العام 1989، ومرتان في إنجلترا العام 1990.
تقرير الأمراض والوفيات الأسبوعي ((MMWR 47(45): في أغسطس من العام 1998، تمت الموافقة على استخدام أول لقاح ضد فيروس الروتا الحي المعطّل live attenuated rotavirus vaccine على الأطفال الرضع من قِبَل منظمة الغذاء والدواء Food and Drug Administration. قامت لجنة ممارسة اللقاح الاستشارية Advisory Committee on Immunization Practices بالتوصية على إعطاء هذا اللقاح في صورة ثلاث جرعات في برنامج محدد للأطفال في أعمار 2و4 و 6 أشهر. منذ العام 1991 تتم مراقبة نشاط فيروس الروتا في الولايات المتحدة الأمريكية بواسطة المنظمة الوطنية لمسح فيروسات الجهاز التنفسي والمعوي (The National Respiratory and Enteric Virus Surveillance System - NREVSS)، وهي منظمة تطوعية تعتمد على التحليل المخبري في عملها. يلخص تقرير المنظمة بيانات إحصائية تم تجميعها خلال موسم نشاط فيروس الروتا بين عامي 1998 – 1999 بالإضافة إلى المقالات النقدية reviews issues المتعلقة بالمسح الإحصائي لفيروس الروتا والتي تعتبر ذات أهمية لبرنامج لقاح فيروس الروتا الوطني.
تقرير الأمراض والوفيات الأسبوعي ((MMWR 47(19): في 24 من يونيو من العام 1998، تم تبليغ شعبة الصحة في مقاطعة ليفينغستون في نيويورك (LCDOH)عن مجموعة من الأفراد الذين أصيبوا بإسهال عقب احتفالهم في 22 من يونيو، حيث أصيب ما يقرب من 30 شخصا بالمرض. أسفرت التحقيقات حول الحادثة عن انقطاع في نظام تزويد الماء مما أدى إلى فاشية لمرض الإسهال سببتها بكتيريا السالمونيلّلا Salmonella serotype Hartford and وب. شيغيللويدز P. shigelloides. أدت المياه غير المعالجة وغير المرشحة إلى تلوث الطعام أثناء إعداده.
تقرير الأمراض والوفيات الأسبوعي ((MMWR 40(5): تمت في العام 1991 مناقشة مسح لفيروس الروتا في الولايات المتحدة الأمريكية.
لمزيد من المعلومات عن الفاشيات الحديثة
Morbidity and Mortality Weekly Reports.

## المضاعفات
الإصابات المتكررة بفيروسات الروتا قد تزيد خطر إصابة الأطفال الذين لديهم قابلية جينيا للإصابة بالأمراض البطنية (celiac disease).
كما يعتقد بأن العدوى الأمعائية تؤدي إلى نشوء الأمراض البطنية (celiac disease)التي هي عبارة عن مرض متعلق بخلل في المناعة التي تقوم بهاجمة جسم المريض نفسه (autoimmune disease) حيث أن ضرر الأمعاءالدقيقة سببه أكل البروتين جلوتن (gluten)الذي يوجد في القمح والشعير والمواد المحتوية أو المصنعة من هذه الحبوب.
أجريت دراسة اشترك فيها 1931 طفلا لديهم قابلية للإصابة بالأمراض البطنية (celiac disease)، رُوقب الأطفال فيها منذ طفولتهم بخصوص الإصابة بعدوى فيروس الروتا وللأمراض البطنية المتعلقة بخلل في جهاز المناعة الهاجمة لجسم الإنسان نفسه (celiac disease autoimmunity)حيث تم مقارنة كل طفل من أطفال هذه الدراسة أو التجربة مع طفلين آخري (كضابط للتجربة).وقدأفصح الدكتور ماريان Marian Rewers من كلية الطب في جامعة كلورادو وزملاؤه عن إصابة 54 طفلا بأمراض بطنية في متوسط عمر 4.4 سنين.36 طفلا من هؤلاء الأطفال فًحصوا بعمل خزعة من الأمعاء (intestinal biopsy) وكانت النتيجة أن سبعة وعشرين منهم أي ما يعادل 75% لديهم أمراض بطنية. ووفقا لفريق العمل فإن الإصابات المتعددة بفيروس الروتا ترفع معدل الإصابة بالأمراض البطنية celiacdisease autoimmunity.

## وصلات خارجية
- لقاح روتاشيلد ® المحتوي على فيروسات عجلية-منظمة الصحة العالمية
- العيادة الشاملة
- CDC Viral Gastroenteritis FAQs: Center for Disease Control and Prevention of Food Illness Fact Sheet
- Loci index for genome Rotavirus: Available from the GenBank Taxonomy database, which contains the names of all organisms that are represented in the genetic databases with at least one nucleotide or protein sequence.
- Encyclopedia of Children's Health: Rotavirus Infections: Description, causes and symptoms, diagnosis, treatment, prognosis, prevention, parental concerns, and resources.
- Rotavirus, Emerging Infectious Diseases, Vol 4 No 4, Oct 1998.
- PATH's Rotavirus Vaccine Program
- Rotavirus disease and vaccine resources